# Erich Karkoschka
Erich Karkoschka (ur. 6 listopada 1955 w Stuttgarcie) – astronom, pracownik naukowy w Lunar and Planetary Lab Uniwersytetu Arizony. Odkrył satelitę Urana, S/1986 U 10 (później nazwanego Perdyta) na zdjęciach wykonanych przez sondę Voyager 2.
Napisał książkę The Observer's Sky Atlas, wydaną w 2000.
Przygotował również film z lądowania sondy Huygens na Tytanie.
Na jego cześć nazwano planetoidę (30786) Karkoschka.